# レイラ・ザーナ

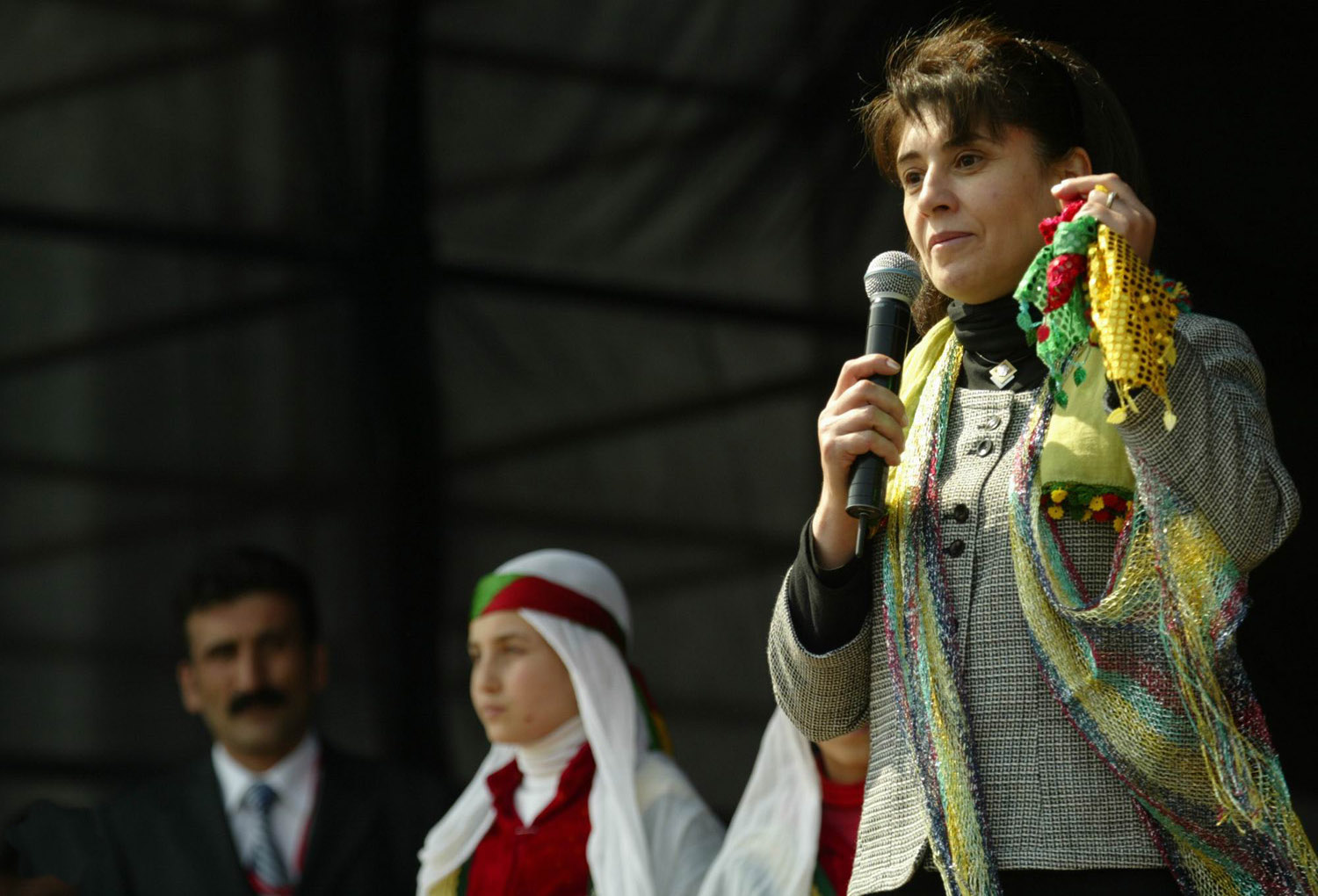
レイラ・ザーナ

レイラ・ザーナ（Leyla Zana、1961年5月3日 - ）はトルコのクルド人政治家。

## 背景
ディヤルバクル県スィルヴァン群生まれ。14歳でディヤルバクル市市長のメフディ・ザーナと結婚。

## 来歴
1991年ディヤルバクル選出の国会議員になる。トルコ史上初のクルド人女性議員である。彼女はクルド人の権利拡大を目的としていた。クルド人国会議員は議会でトルコ国家の神聖を謳う宣誓をするが、レイラは宣誓文をトルコ語で読み上げた後クルド語で一言発言した。当時トルコではクルド語の使用は違法であるとされたため、レイラは議会から強い非難を受けた。

当初、「社会民主自民党」（SHP）所属の議員であったが、在職中にSHPを辞し、「人民労働党」（HEP）に議席を移した。1993年、HEPが「分離主義活動」の容疑で当局に閉鎖されると、新たに結成された「民主党」（DEP）に議席を移した。その後トルコの憲法裁判所によってDEPも「分離主義活動」の容疑で閉鎖された。
1994年3月24日レイラは国家反逆罪の容疑で逮捕され、1994年12月8日、アンカラ国家治安裁判所はレイラを始めとする4人のクルド人議員を非合法武装組織PKK（クルディスタン労働者党）のメンバーであるという罪で有罪判決を下し、15年の禁固刑が言い渡された。
1994年レイラは「ラフト人権賞」を受賞。1995年に欧州議会は「サハロフ賞」をレイラに授与することを決定した。他にもレイラはデンマークの「ローザ賞」、ドイツの「アーヘン・オルタナティブ賞」、オーストリアの「ブルーノ・クライスキー人章」を受賞した。
2001年1月、欧州議会はヴァルター・シュヴィマー事務総長名で、トルコに対してレイラ・ザーナの釈放を要求した。2004年6月9日トルコ最高裁判所レイラ・ザーナを始めとした4人の元DEP議員4人を釈放した。釈放後レイラは新しい政治組織「Democratic society Movement」（DTH）を結成する。2005年8月17日DTHは「Democratic People's Party」（DEHAP）と合併し「Democratic Society Party」（DTP）を結成した。
2008年4月レイラは「テロリストのプロパガンダを広めた罪」で2年の禁固刑を下され、同年12月さらに10年の禁固刑が下された。これらの判決は高等裁判所で覆された。2009年7月28日ディヤルバクル高等刑事裁判所はDTPをPKKと繋がっているという理由で閉鎖した。
2011年6月12日レイラ・ザーナは再び国会議員に当選した。